# Teatre Rialto (Madrid)
El Teatre Rialto és un local de representació de Madrid, situat en el edifici Rialto, número 54 de la Gran Via. Va ser inaugurat en 1930 com a cinema (Cine Astoria) i es va fer popular amb les primeres pel·lícules d'Imperio Argentina, i posteriorment per ser la sala d'estrena d' El último cuplé, “opera magna” de Sara Montiel.

## Història
Dissenyat per José Aragón i José María Mendoza Ussía construït entre 1926 al 1930, es va estrenar com a sala cinematogràfica amb l'espectacle "Variedades de la Paramount" i de 1932 a 1934 es va dir Cinema Astoria. El seu promotor va ser l'empresari Antonio Ramos Espejo. Al llarg de la seva història va ser local freqüentat per la cartellera de les comèdies musicals americanes, i a partir del segle xxi va ser reformat l'antic cinema com a sala teatral multifuncional coordinada per l'Ajuntament de Madrid.